# Canton de Grésy-sur-Isère
Le canton de Grésy-sur-Isère est une division administrative française, située dans le département de la Savoie et la région Rhône-Alpes.
Il disparait en 2015 à la suite du redécoupage cantonal de 2014.

## Composition
Le canton de Grésy-sur-Isère regroupe les communes suivantes :
| Nom                      | Code Insee | Intercommunalité | Superficie (km2) | Population (dernière pop. légale) | Densité (hab./km2) |
| ------------------------ | ---------- | ---------------- | ---------------- | --------------------------------- | ------------------ |
| Bonvillard               | 73048      | CA Arlysère      | 17,10            | 352 (2014)                        | 21                 |
| Cléry                    | 73086      | CA Arlysère      | 10,90            | 445 (2014)                        | 41                 |
| Frontenex                | 73121      | CA Arlysère      | 1,71             | 1 799 (2014)                      | 1 052              |
| Grésy-sur-Isère          | 73129      | CA Arlysère      | 9,02             | 1 243 (2014)                      | 138                |
| Montailleur              | 73162      | CA Arlysère      | 15,30            | 678 (2014)                        | 44                 |
| Notre-Dame-des-Millières | 73188      | CA Arlysère      | 10,35            | 1 005 (2014)                      | 97                 |
| Plancherine              | 73202      | CA Arlysère      | 6,86             | 427 (2014)                        | 62                 |
| Sainte-Hélène-sur-Isère  | 73241      | CA Arlysère      | 14,43            | 1 170 (2014)                      | 81                 |
| Saint-Vital              | 73283      | CA Arlysère      | 3,60             | 669 (2014)                        | 186                |
| Tournon                  | 73297      | CA Arlysère      | 4,86             | 597 (2014)                        | 123                |
| Verrens-Arvey            | 73312      | CA Arlysère      | 10,82            | 867 (2014)                        | 80                 |

## Représentation

### Conseillers généraux (1861-2015)
| Période                                  | Période      | Identité                     | Étiquette                | Qualité |
| ---------------------------------------- | ------------ | ---------------------------- | ------------------------ | --- |
| 1861                                     | 1873 (décès) | François-Alexis Rey          |                          | Avocat, maire de Grésy-sur-Isère (1860-1873) |
| 1873                                     | 1874         | Joseph Vionnet               | Républicain              | Propriétaire à Grésy-sur-Isère |
| 1874                                     | 1880         | Baron Ernest Rosset de Tours | Droite                   | Conseiller à la Cour d'appel de Chambéry, ancien conseiller d'arrondissement du canton d'Albertville                                                                                  |
| 1880                                     | 1886         | Antoine Gotteland            | Républicain              | Conseiller à la Cour d'appel de Chambéry |
| 1886                                     | 1892         | Jean Sibuet                  | Droite                   | Propriétaire à Saint-Vital |
| 1892                                     | 1910         | Anatole Dénarié (1853-1929)  | Républicain              | Notaire à Albertville |
| 1910                                     | 1919         | Jean Sibuet                  | Républicain Progressiste | Propriétaire à Saint-Vital Député (1914-1924) |
| 1919                                     | 1928         | Eugène Vionnet               |                          | -Propriétaire-géomètre -Maire de Grésy-sur-Isère |
| 1928                                     | 1940         | Joseph Piquand (1882-1954)   | Rad                      | Industriel - Maire de Frontenex Nommé conseiller départemental en 1942 |
|                                          |              |                              |                          | |
| 1945                                     | 1949         | François Raucaz (1911-2002)  | SFIO                     | Agriculteur Maire de Verrens-Arvey |
| 1949                                     | 1955         | Louis Blondin (1890-1963)    | DVG                      | Maire de Grésy-sur-Isère, ancien conseiller d'arrondissement |
| 1955                                     | 1992         | Ferdinand Martin             | Rad puis DVD             | Gérant Maire de Frontenex (1955-1995) |
| 1992                                     | 2015         | André Vairetto               | PS                       | - Attaché parlementaire - Sénateur (2012-2014) - Ancien Conseiller régional - Maire de Notre-Dame-des-Millières (1989-2001 et depuis 2008) Elu en 2015 dans le Canton d'Albertville-2 |
| Les données manquantes sont à compléter. |              |                              |                          | |

### Conseillers d'arrondissement (1861-1940)
Le canton de Grésy-sur-Isère avait deux conseillers d'arrondissement.
| Période                                  | Période      | Identité                         | Étiquette | Qualité |
| ---------------------------------------- | ------------ | -------------------------------- | --------- | --- |
| 1861                                     |              | Jean-Pierre Fontanet             |           | Maire de Frontenex                                                                                          |
| 1861                                     |              | Joseph Sébastien Challend        |           | Maire de Montailleur                                                                                        |
|                                          |              |                                  |           | |
| 1871                                     |              | Joseph Marie Bally (1822-1877)   |           | Docteur-médecin, maire de Verrens-Arvey                                                                     |
| 1871                                     |              | François Marie Bally (1810-1895) |           | Notaire à Frontenex                                                                                         |
|                                          |              |                                  |           | |
| 1907                                     |              | Joseph-Léon Maige                | Rad       | Adjoint au maire de Grésy-sur-Isère                                                                         |
| 1907                                     |              | Jean-Baptiste Bonnard            | Rad       | Maire de Frontenex                                                                                          |
|                                          |              |                                  |           | |
|                                          | 1925 (décès) | Pierre Quintallet (1849-1925)    |           | Cultivateur, maire de Sainte-Hélène-sur-Isère                                                               |
| av.1925                                  | 1937         | Maurice Ract (1867-1953)         |           | Commerçant, maire de Frontenex                                                                              |
| 1925                                     | 1940         | Justin Laurent                   | Radical   | Négociant à Bonvillard, Président du Conseil d'arrondissement                                               |
| 1937                                     | 1940         | Louis Blondin (1891-1963)        | PSdF      | Maire de Grésy-sur-Isère                                                                                    |
| 1940                                     |              |                                  |           | Les conseils d'arrondissement ont été suspendus par la loi du 12 octobre 1940 et n'ont jamais été réactivés |
| Les données manquantes sont à compléter. |              |                                  |           | |

## Démographie
| 1982  | 1990  | 1999  |
| ----- | ----- | ----- |
| 5 262 | 6 466 | 7 334 |